# Оакома (Південна Дакота)
Оакома (англ. Oacoma) — місто (англ. town) в США, в окрузі Лайман штату Південна Дакота. Населення — 386 осіб (2020).

## Географія
Оакома розташована за координатами 43°48′16″ пн. ш. 99°21′58″ зх. д. / 43.80444° пн. ш. 99.36611° зх. д. (43.804516, -99.366082).  За даними Бюро перепису населення США в 2010 році місто мало площу 10,83 км², з яких 6,72 км² — суходіл та 4,11 км² — водойми.

## Демографія
Згідно з переписом 2010 року, у місті мешкала 451 особа в 205 домогосподарствах у складі 135 родин. Густота населення становила 42 особи/км².  Було 236 помешкань (22/км²).
Расовий склад населення:
| - 88,9 % — білих - 6,4 % — корінних американців - 0,4 % — азіатів - 0,2 % — чорних або афроамериканців |

До двох чи більше рас належало 3,3 %. Частка іспаномовних становила 1,8 % від усіх жителів.
За віковим діапазоном населення розподілялося таким чином: 19,7 % — особи молодші 18 років, 65,0 % — особи у віці 18—64 років, 15,3 % — особи у віці 65 років та старші. Медіана віку мешканця становила 44,3 року. На 100 осіб жіночої статі у місті припадало 110,7 чоловіків;  на 100 жінок у віці від 18 років та старших — 108,0 чоловіків також старших 18 років.
Середній дохід на одне домашнє господарство  становив 58 598 доларів США (медіана — 45 875), а середній дохід на одну сім'ю — 60 899 доларів (медіана — 57 750). Медіана доходів становила 37 159 доларів для чоловіків та 36 875 доларів для жінок. За межею бідності перебувало 10,3 % осіб, у тому числі 15,1 % дітей у віці до 18 років та 8,2 % осіб у віці 65 років та старших.
Цивільне працевлаштоване населення становило 307 осіб. Основні галузі зайнятості: мистецтво, розваги та відпочинок — 20,5 %, освіта, охорона здоров'я та соціальна допомога — 19,9 %, роздрібна торгівля — 11,1 %, науковці, спеціалісти, менеджери — 9,8 %.